# Ernst Neumann (Mediziner)

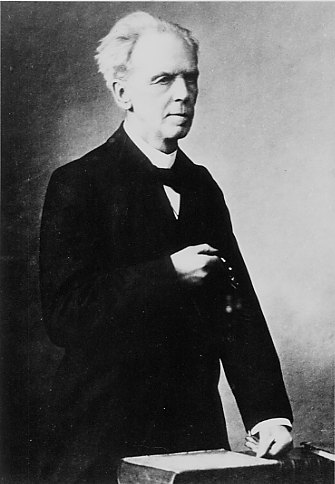
Ernst Neumann, am Stehpult Universität Königsberg, um 1895

Franz Ernst Christian Neumann (* 30. Januar 1834 in Königsberg (Preußen); † 6. März 1918 ebenda) war ein deutscher Pathologe und Hämatologe.

## Leben

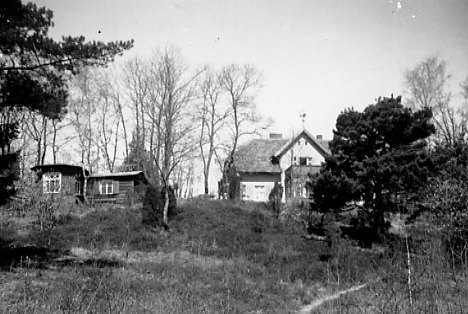
Wohnhaus mit Studienpavillon 1903 in Rauschen, heute Svetlogorsk-Russland

Franz Ernst Christian Neumann war der Enkel des Naturforschers Karl Gottfried Hagen und Sohn des Physikers Franz Ernst Neumann.
Mit seinen Brüdern Carl Gottfried Neumann und Friedrich Julius Neumann besuchte E. Neumann das Altstädtische Gymnasium in Königsberg. Nach dem Abitur belegte er 1850 zunächst mathematische und philosophische Vorlesungen und wechselte schließlich zur Medizinischen Fakultät der Königsberger Universität.
Er studierte ab 1850 an der Albertus-Universität Königsberg und promovierte dort 1855. Einer seiner Lehrer war Hermann von Helmholtz. Nach weiteren Studien an der Karls-Universität Prag und der Charité bei Rudolf Virchow wurde er 1866 Professor in Königsberg. Er übernahm das erst ein Jahr zuvor eingerichtete Pathologische Institut von dem Virchow-Schüler Friedrich Daniel von Recklinghausen. Neumann leitete es bis 1903. Im Jahr 1882 wurde er zum Mitglied der Leopoldina gewählt.
Er war verheiratet mit Anna König (1839–1903), einer Tochter des Gymnasialprofessors für Mathematik und Astronomie Johann Friedrich König (1798–1865) und einer Schwester des Pariser Wissenschaftlers und Feinmechanikers Rudolph Koenig (1832–1901). Von den sechs Kindern verstarben drei im frühen Alter. Der Sohn Ernst Richard Neumann wurde Mathematiker an der Universität Marburg und Helene Neumann (1874–1942) Malerin und Graphikerin als Schülerin von Heinrich Wolff.
Mit 84 Jahren gestorben, wurde Neumann auf dem 1. Tragheimer Friedhof in den Hufen (Königsberg) begraben.

## Überblick Pathologie, Hämatologie

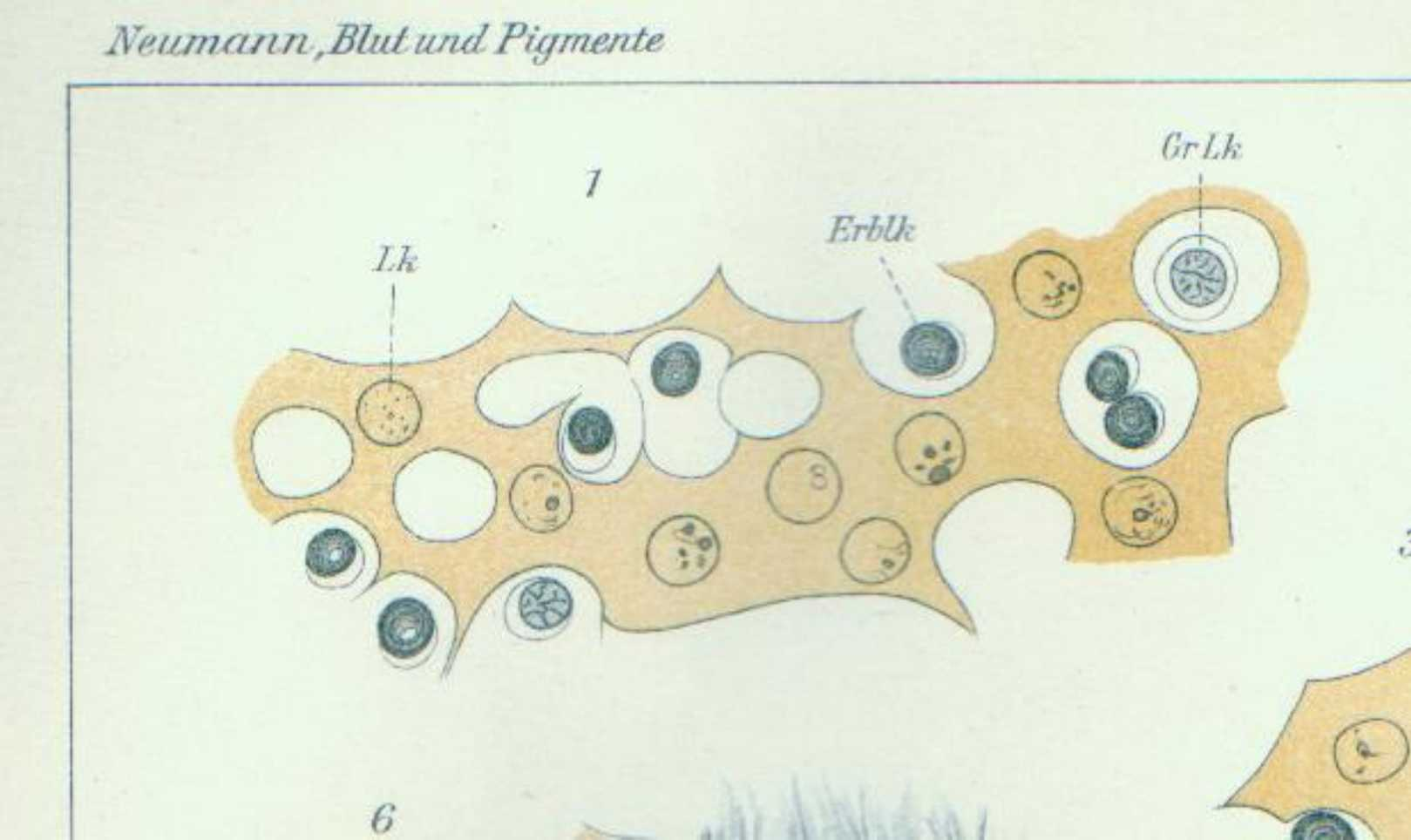
Pluripotente großlymphozytäre Stammzelle 1912, Abbildung aus Blut und Pigmente, Jena 1917

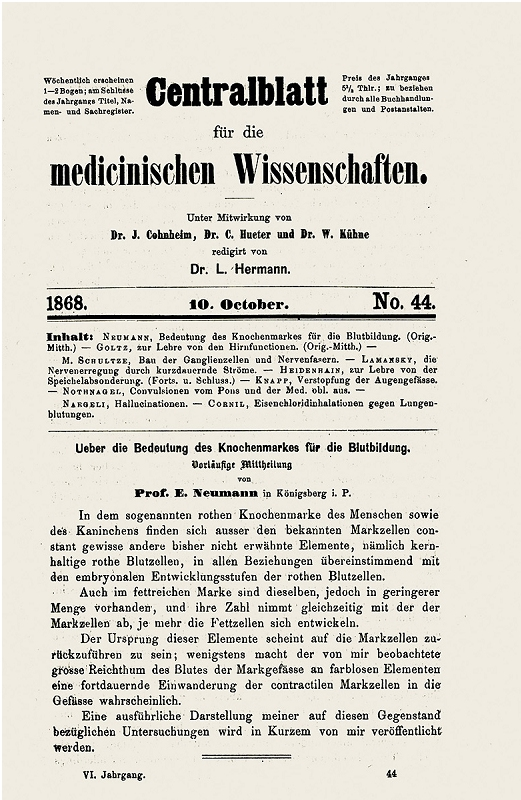
Erstbeschreibung des Knochenmarks als Blutbildungsorgan (1868)

Bereits drei Jahre nach Übernahme des Pathologischen Instituts beschrieb Neumann die „lymphoide Markzelle“ im Knochenmark, das er folgerichtig zum Blutbildungsorgan bestimmte. Mit der Erstveröffentlichung am 10. Oktober 1868 wies er nicht nur dem Knochenmark die Aufgabe der Blutbildungsfunktion zu, sondern stellte ein Stammzellenkonzept für die Hämatopoese auf (s. u.). Außerdem beschrieb er die akute myeloische Leukämie.
Mit dieser „Sensation allerersten Ranges“ ging dieses Pathologische Institut in die Medizingeschichte ein, denn damit wurde 1868 das Spezialfach der „modernen Hämatologie des 19. Jahrhunderts“ aus der Pathologie herausgelöst. Neben der Hämatologie umfassten Neumanns Arbeitsgebiete die Pathologie, darunter besonders die Nerven- und Muskelregenration, die Pigment- und Entzündungslehre und die Zahnheilkunde. Die Vielseitigkeit seines Schaffens führte in der Literatur mehrfach zu der ihn ehrenden Benennung als „Virchow des Ostens“.

### Das Postulat der Stammzelle
Mit der Bezeichnung „Das Postulat der Stammzelle“ erinnerte Yvonne Klinger nicht nur an die Erstbeschreibung des Knochenmarks als Blutbildungsorgan vom 10. Oktober 1868, sondern an die klare Vorstellung Neumanns von der „lymphoiden Markzelle“ (1868) als die spätere „pluripotente großlymphozytäre Stammzelle“ (1912) für alle Blutzellreihen.  Neumann belegte diese seine unitarische Sicht in einem Vortrag vor dem „Verein für wissenschaftliche Heilkunde“, Königsberg:

„Es läßt sich nicht nur für die Wachstumsperiode, wo die Blutmasse proportional zur Körpermasse zunimmt,  mit Bestimmtheit eine fortdauernde Neubildung  von Blutzellen behaupten, sondern es ist auch im höchsten Grade a priori wahrscheinlich, dass im erwachsenen Körper dieser Neubildungsprocess fortbesteht, da das Leben  der einzelnen Blutzellen wahrscheinlich ein nur beschränktes ist…!“ …  Neumann ist daher der Ansicht, „dass  während des ganzen Lebens eine fortdauernde Einfuhr von Markzellen in das Blut stattfindet, und dass diese eingewanderten Zellen sich in den Gefäßen des Marks in farbige Zellen (noch kernhaltige Erythroblasten – Anmerkung Verfasser) umwandeln. Diese Metamorphose vollzieht sich noch innerhalb der Knochen, da in dem Knochenvenenblute in der Regel nur fertige Blutzellen angetroffen werden.“

Die Hypothese von E. Neumann (Königsberg), A. Maximow (St. Petersburg) und A. Pappenheim (Berlin), alle Blutzellen verschiedener Reihen von einer pluripotenten Stammzelle abstammen zu lassen (Unitarismus), wurde jahrzehntelang von Rudolf Virchow und den Dualisten Paul Ehrlich u.v. a. abgelehnt. Erst die Amerikaner G. Rosenow, M. Wintrobe und M. Tavassoli erinnerten zum 100-jährigen Jubiläum der Entdeckung der Stammzelle 1968 an die Errungenschaften aus Königsberg. Seitdem erschien eine Vielzahl von Publikationen, die auf die Bedeutung der von Grund auf richtigen Beschreibung des unitarischen Standpunktes aus dem Jahr 1868 hinweisen:
2007 veröffentlichte Zech u. a. folgenden Text: “The beginning of Stem Cell research can be dated back to Ernst Neumann, who was appointed professor of pathology at Koenigsberg in 1866 and described in a preliminary communication the presence of nucleated red blood cells in bone marrow (BM) saps. He concluded in his subsequent papers, that during postembryonic life, erythropoiesis and leukopoiesis are taking place in the BM. On the basis of his observation, Ernst Neumann was the first to postulate the BM as blood forming organ with a common SC for all hematopoietic cells.”

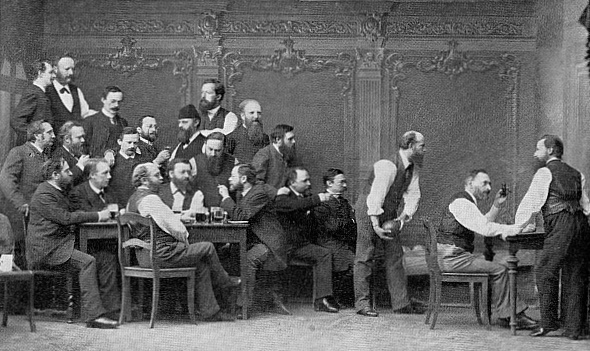
Neumann beim Kegelabend des Vereins für wissenschaftliche Heilkunde

### Hämatologische Studien, Blutpigmente
Studien über Regenerationsvorgänge an Zahn- und Knochengewebe, über elektrophysiologische Untersuchungen an der Erythrozytenmembran und über den Ikterus neonatorum, den er von pathologischen Ikterusformen abgrenzte, führten 1868 zur Erstbeschreibung der Ursprungszelle der roten Blutkörperchen. 1869 folgte die erste Beschreibung der Morphologie des Knochenmarks einschließlich seines kapillär-venösen Gefäßsystems. In der gleichen Arbeit verwies er darauf, dass auch das Knochenmark, neben der Milz und der Leber, ein embryonales Blutbildungsorgan darstellt. Alle Untersuchungen wurden mit dem von ihm erstmals beschriebenen Nativpräparat (mikroskopische Untersuchung in einer Zellebene ohne chemische Zusätze) durchgeführt.
Anhand von Blutausstrichen, die Neumann am Krankenbett durchführte, beschrieb er 1870 die knochenmarkbedingte „Myelogene Leukämie“ mit typischen „Charcot-Neumann-Leyden-Kristallen“. Paul Ehrlich war sich ob der ursächlichen Knochemarkserkrankung nicht sicher und nannte das Krankheitsbild vorsichtshalber „Myloide Leukämie“ (markähnliche Leukämie).
Im Jahre 1878 verlegte Neumann auch die Produktion der weißen Blutkörperchen (Leukozytopoese) in das Knochenmark. 1882 folgte die Beschreibung des Gesetzes über die Verbreitung des gelben und roten Knochenmarks in den Extremitäten.
Ein weiteres hämatologisches Gesetz wurde 1888 von Neumann formuliert, das Exklusionsgesetz der Hämoglobinabkömmlinge (roter Blutfarbstoff). Es beinhaltet, dass das Blutpigment „Hämosiderin“ (Neumann) im lebenden Organismus gebildet wird, während das Hämatoidin das Pigmentsymbol der Nekrose darstellt.
In einer umfassenden hämatologischen Arbeit aus dem Jahre 1912 definiert Neumann die postembryonale Blutbildung aus der von ihm bereits 1869 beschriebenen Markzelle, die er später mit P. Ehrlich und A. W. Maximow als „großen Lymphozyten“, schließlich 1912 als eine pluripotente „großlymphozytäre Stammzelle“ für alle Blutzellreihen bezeichnet, aus der sich demnach die Erythro-, Leuko- und die Lymphozytopoese entwickelt (sog. unitarischer Standpunkt oder med. Unitarismus). „Fixe Sternzellen des embryonalen Parenchyms“ wiederum sollten das Ursprungsgewebe der Blutbildung in der embryonalen Leber, Milz und im Knochenmark sein.
Weiterhin lieferte Neumann bedeutende Beiträge zum Krankheitsbild der Perniziösen Anämie.

## Studien zur Allgemeinen Pathologie und Pathologischen Anatomie

### Entzündungslehre
Als im 19. Jahrhundert in Europa der Aderlass noch weit verbreitet war, verfocht Neumann als einer der ersten Pathologen die These, dass die Entzündung primär einen Heilungsprozess zum Schutze des Organismus darstellt. Die Entzündung wurde unterteilt in einen entzündlichen Prozess, ausgehend von der „laesio continui“ oder Mikronekrose und einem regeneratorischen Prozess. In der regeneratorischen Abheilungsphase spielt die Bindegewebsbildung eine überragende Rolle. Neumann gab den Fibroblasten ihren Namen und schilderte ihr Verhalten bei entzündlichen Prozessen. Im Jahre 1896 prägte er die Bezeichnung „fibrinoide Degeneration“, später auch „fibrinoide Nekrose“ für eine Entzündungsreaktion an serösen Häuten im Unterschied zur „fibrinösen Exsudation“.

### Degeneration und Regeneration von Muskeln und Nerven
Die nach Neumann bezeichneten Muskelknospen stellen eine Regenerationsform quergestreiften Muskelgewebes dar. Dabei spielt das regenerative Ausstülpen des Regenerationsepithels (Bindegewebe) eine entscheidende Rolle.
Hinsichtlich der Studien über Nervendegeneration und -regeneration führte Neumann bereits Nerventransplantationen im Tierversuch durch. Dabei schätzte er die Schwann’schen Zellen sehr hoch ein, indem sie an der Regeneration eines durchtrennten Nervs einen maßgeblichen Anteil haben sollten (Schwann’sche Neuroblasten- oder Zellkettentheorie). Das „Neumann’sche Nervenentwicklungsgesetz“ beinhaltet die Beziehung der motorischen Nervenbahnen in zeitlicher Abhängigkeit zur Anlage des Hirns beim Embryo.

### Neumann’scher Tumor
Der Neumann’sche Tumor entspricht der Erstbeschreibung der congenitalen Epulis.

### Zahnheilkunde
Die Neumann’schen Zahnscheiden sind eigenständige Wandungen der Zahnkanälchen, die besonders widerstandsfähig gegenüber chemischen Substanzen sind und in denen sich die Tome’schen Zahnfasern befinden. Die Zahnkaries stellt einen aktiven Prozess des lebenden Zahns infolge eines äußeren Einflusses mit entzündlicher Schwellung der Zahnfasern dar unter Verbreiterung der Zahnscheiden und damit Verengung der Zahnkanälchen.

## Ehrungen

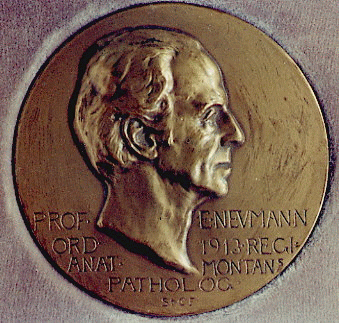
Ernst Neumann, Bronzeplakette von Stanislaus Cauer. Geschenk der Universität Königsberg zu Ernst Neumanns 80. Geburtstag 1913

Neumann wurde 1883 zum Geheimen Medizinalrat ernannt. Er erhielt Ehrendoktorate der Universitäten Tübingen (1898) und Genf (1915). 1916 wurde ihm der Rote Adlerorden verliehen. Zu seinem 80. Geburtstag überreichten ihm seine ehemaligen Schüler und die Albertus-Universität Königsberg eine von Stanislaus Cauer gefertigte Goldplakette. Ebenfalls von Stanislaus Cauer angefertigte Gipsplaketten finden sich heute in den jeweiligen Medizinhistorischen Museum in Ingolstadt und in Berlin.

## Gedenken

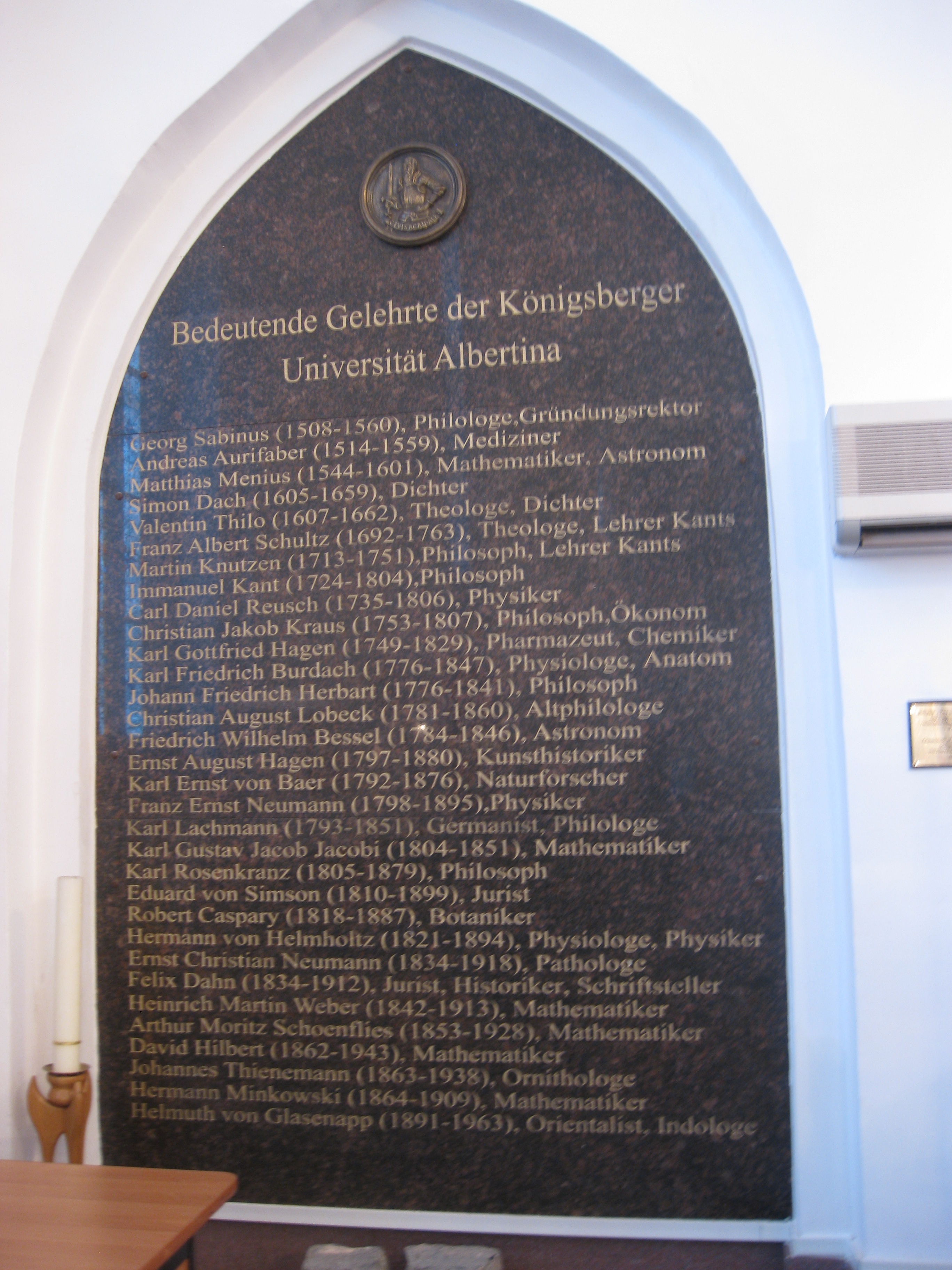
Gedenktafel aus Stein im Königsberger Dom zu Ehren der bedeutendsten Wissenschaftler der Albertina Königsberg

Anlässlich der Verleihung des „Ernst Neumann Awards“ am 27. August 1995 in Düsseldorf im Rahmen der 24. Versammlung der International Society for Experimental Hematology wurde die von Cauer gefertigte Medaille neu gegossen und dem Preisträger Donald Medcalf für dessen Verdienste um die Hämatologie überreicht. Weiterhin erhielt Neumann Platz in der Ausstellung „Europäische Dimension der Königsberger Naturwissenschaften des 19. Jahrhunderts“ anlässlich der 750-Jahr-Feier der Stadt Königsberg/Kaliningrad im Jahr 2005. Im Königsberger Dom zu Kaliningrad befindet sich eine Gedenktafel aus Granit, in der die Namen der bedeutendsten Wissenschaftler eingemeißelt sind, darunter auch Ernst Neumann, sein Vater sowie vier weitere Verwandte aus der Gelehrtenfamilie.

## Schriften
- Beiträge zur Kenntniss des Zahnbein- und Knochengewebes. Leipzig 1863.
- Über das verschiedene Verhaltung gelähmter Muskeln gegen den constanten und inducirten Strom und die Erklärung desselben. In: Deutsche Klinik. 16, 1864, S. 65–69.
- Zur Histologie der rothen Blutkörperchen. In: Centralblatt für die Medizinischen Wissenschaften. 3/31, 1865, S. 481–484.
- Über die Bedeutung des Knochenmarks für die Blutbildung. Vorläufige Mitteilung. In: Centralblatt für die Medizinischen Wissenschaften. Nr. 44, 1868.
- Über die Bedeutung des Knochenmarks für die Blutbildung. Ein Beitrag zur Entwicklungsgeschichte der Blutkörperchen. In: Wagners Archiv der Heilkunde. X, 1869. Abdruck in: Blut und Pigmente. Fischer, Jena 1917, S. 6–51.
- Ein Fall von Leukämie mit Erkrankung des Knochenmarks. In: Archiv der Heilkunde. Leipzig, 11, 1870, S. 1–14.
- Das Gesetz über die Verbreitung des gelben und roten Knochenmarks. In: Centralblatt für die Med. Wissenschaft. 18, 1882, S. 321–323.
- Einige Versuche über Nerventransplantationen. In: Arch. für Entwicklungsmechanik. 6, H. 4, 1898, S. 326–236.
- Hämatologische Studien III, Leukozyten und Leukämie. In: Archiv für Mikroskopische Anatomie und Entwicklungsgeschichte. 207, 1912, S. 480–520. (auch in: Blut und Pigmente. Fischer, Jena 1918.)
- Neuer Beitrag zur Kenntnis der embryonalen Leber. In: Arch. für mikroskopische Anatomie. 85, Abt. I, 1914, S. 480–520.
- Blut und Pigmente – Gesammelte Abhandlungen mit Zusätzen. Gustav Fischer, Jena 1917. (z. B. „Großlymphozytäre Stammzelle“ 1912, S. 313 – Ergänzung des Stammzellpools auch durch mitotische Teilung)